# بيز سيغناس
بيز سيغناس (بالإنجليزية: Piz Segnas)‏ هو أحد جبال سلسلة جبال الألب غلاروس ويقع في كانتون غلاروس/كانتون غراوبوندن في سويسرا. يحتل المرتبة رقم 177 في قائمة جبال سويسرا من حيث الارتفاع، إذ يبلغ ارتفاعه حوالي 3099 متر، بينما يبلغ ارتفاع نتوء الجبل 607 متر، هذا وقد سجل أول وصول لقمة الجبل عام 1861.